# Boarmia irrelata
Boarmia irrelata là một loài bướm đêm trong họ Geometridae.